# 深田愛衣
深田 愛衣（ふかだ あい、12月26日 - ）は、日本の女性声優。鹿児島県鹿児島市出身、東京都在住。ケンユウオフィス所属。

## 略歴
愛知県立大学外国語学部フランス学部出身。
2015年4月1日よりぷろだくしょんバオバブのジュニア所属になり、2018年4月1日より同事務所の正所属となる。2023年2月末をもってぷろだくしょんバオバブを退所、フリー期間を経て、同年11月1日よりケンユウオフィスに所属。

## 人物
趣味は舞台鑑賞（宝塚、ミュージカル）、海外旅行、釣り。特技は日本舞踊（坂東流名取 坂東愛菊）、茶道、料理（特に魚の血抜き）、三味線。語学は英語やフランス語に堪能。英検2級および仏検2級の資格も所持している。
方言は鹿児島弁と名古屋弁。
仲の良い声優には種﨑敦美がいる。

## 出演
太字はメインキャラクター。

### テレビアニメ
2013年
- キューティクル探偵因幡（ステラ）
- クレヨンしんちゃん（2013年 - 2025年、OL、おねいさんB、ニワトリA、子供B、女性B 他）
- ステラ女学院高等科C3部（寮内の女子A）
- 忍たま乱太郎（2013年 - 2015年、娘、大福丸、夢の中の食べ物、髪結いの客）

2014年
- 愛・天地無用!（笛山塔里、タマオミ）
- ドラえもん（テレビ朝日版第2期）（2014年 - 、ユキ、女の子B、助手ロボット、コンピュータ音、イルカ 他）

2015年
- アクエリオンロゴス（オペレーターD、男の子、女児）
- 新あたしンち（2015年 - 2016年、赤ちゃん、女の子）
- デュラララ!!×2（2015年 - 2016年、マナカ） - 2シリーズ

2016年
- B-PROJECT〜鼓動*アンビシャス〜（メイク）
- FAIRY TAIL ZERO（女子生徒）
- ユーリ!!! on ICE（女性C）

2017年
- サクラクエスト（金子絵里）
- 神撃のバハムート VIRGIN SOUL（魔族族長）
- プリンセス・プリンシパル（部下）
- DYNAMIC CHORD（少女）

2018年
- 重神機パンドーラ（シェン・リュウ）
- 鹿楓堂よついろ日和（ウェイトレス）
- ルパン三世 PART5（レニエの孫）

2019年
- しまじろうのわお!（トマルッチ）

2020年
- 名探偵コナン（2020年 - 2024年、女性、ホールスタッフ、従業員、女性スタッフ）

2023年
- アリス・ギア・アイギス Expansion（お母さん）
- アンデッドガール・マーダーファルス（ジゼル）

2025年
- フードコートで、また明日。（ホームアナウンス）

### 劇場アニメ
- 劇場版しまじろうのわお! しまじろうとフフのだいぼうけん 〜すくえ!七色の花〜（2013年、ぼっちゃん）
- パロルのみらい島（2014年、子供A）
- クレヨンしんちゃん ガチンコ!逆襲のロボとーちゃん（2014年、娘）
- 劇場版 しまじろうのわお! しまじろうとくじらのうた（2014年、くじらのくうちゃん）
- 映画ドラえもん のび太の宇宙英雄記（2015年、子どもA）
- 映画ドラえもん のび太と空の理想郷（2023年、牧場スタッフ）

### OVA
- ろぼっとアトム（2015年、キナコ[21]）

### Webアニメ
- ソードガイ The Animation（2018年、マーカス妹） - フランス語の発声指導も担当[22]

### ゲーム
2011年
- 勇現会社ブレイブカンパニー

2013年
- キサラギGOLD★STAR -NONSTOP GO GO!!-（霧島冬理）
- DIABOLIK LOVERS MORE,BLOOD（アズサ〈幼少期〉）
- ファントムブレイカー:エクストラ（システム音声）
- 1/2 summer+（草薙一葉）

2014年
- 穢翼のユースティア Angel's blessing（アイリス）
- ウチの姫さまがいちばんカワイイ（天眼姫サリエル）
- KRITIKA（インキュ）
- さがして!なぞって!アンパンマン（システムボイス）
- 放課後colorful * step（美術部部長）
- ものべの -pure smile-（星辰ひめみや）
- LOVELY QUEST -Unlimited-（アイノ＝テア＝クーヴルール）
- ラストサマナー（伊月〈伊達政宗〉）

2015年
- アンパンマンとあそぼNEWあいうえお教室（システムボイス）
- 黒い砂漠（ピリア 他）
- 城姫クエスト（2015年 - 2016年、水戸城、沼田城）
- 少女とドラゴン（サキエル）
- ソードアート・オンライン -ロスト・ソング-（犬）
- ミリ姫大戦（アンディング、ブルーノ、パウルス）

2016年
- クイズRPG 魔法使いと黒猫のウィズ（リシア・アルデイル、セルマ・リウェイラ）
- ドラゴンハンターCOOP
- ファイナルファンタジーXV

2018年
- アリス・ギア・アイギス（2018年 - 2024年、大関小結）
- まいてつ -pure station-（電車姫〈毛利安芸〉）
- DREAM!ing（望月麻里）
- 戦の海賊（セレーネ）
- 療成敗!ジェットナース（棗朱理、鍵屋紅実子）

2019年
- 偽りのアリス（アルタ・グレーテル）

2022年
- 穢翼のユースティア（アイリス）

2023年
- ドラゴンクエストX 天星の英雄たち オンライン（ウリム、モモンタル）
- マジカルドロップVI（スター） - DLC追加キャラクター

2024年
- Poppy Playtime Chapter3・4（2024年 - 2025年、ポピー、ステラ）
- アラド戦記 (森の伝令使カミラ)
- ウマ娘プリティーダービー（ジェンティルドンナの姉）
- モンスターストライク（赤岩牙二郎）
- 八剱伝Switch版（船虫、かぜまる）

2025年
- To Heartリメイク版（宮内レミィ）

### ドラマCD
- 穢翼のユースティア（時期不明、アイリス[1]）
- ゴールデン・ドロップ外伝（時期不明、シルバーミスト）
- 水のマージナル2 特典ドラマCD（時期不明、佐奈）
- 方言少女 鹿児島弁（2014年、東八重[44]） - 2作品[一覧 2]
- アクエリオンロゴス Blu-ray/DVDVol.4　スペシャルドラマCD 「目覚めろ！ 導く者達」（2016年、オペレーターD）
- なまいきざかり。（2016年）[45]※『花とゆめ』2016年19号付録ドラマCD

### 吹き替え

#### 映画
- INVITATION-インビテーション
- オンリー・ゴッド（チャンの娘）
- スパイダー・シティ（英語版）
- スペース・ステーション76（サンシャイン）
- ダンシング・クィーン（幼少期のジョンファ）
- ドラゴン・フォー秘密の特殊捜査官/隠密（叮当、欣蛍）
- パニック・トレイン（マックス）
- マイ・デンジャラス・ビューティー（スリー）
- 私のオオカミ少年（ドンミ）

#### ドラマ
- iゾンビ（ウィンズロー）
- ヴァイキング 〜海の覇者たち〜（ギーダ〈ルビー・オレアリー〉）
- うわさのツインズ リブとマディ（リンダ、ヘザー[46]）
  - リブとマディーinカリフォルニア（リンダ、ヘザー）
- X-ファイル2018（サラ）
- NCIS: ニューオーリンズ #3（男の子）
- エンジェル・アイズ（パク・ヘジュ、ジンモ）
- クリミナル・マインド FBI行動分析課7・8・10（ヘンリー）
- ゲットダウン パート1 - 2（クローディア）
- THE FLASH/フラッシュシーズン1 #19
- ジェーン・ザ・ヴァージン（ステファニー）
  - ジェーン・ザ・バージン シーズン3（クロエ、アナ）
- 私立探偵ヴァルグ3
- 戦争と平和 #8
- 超能力ファミリー サンダーマン
- デイ・アフターZ　シーズン2（リーナ）
- デンジャラス・ブック〜少年たちの危険な本〜（ダッシュ）
- ネイルサロン・パリス 〜恋はゆび先から〜（キム・ジス〈ハン・ソヨン〉）
- ハイスクール・ニンジャ（クラスメイト）
- HAWAII FIVE-0
- ビクトリアス
- ビッグ 〜愛は奇跡〈ミラクル〉〜（カン・ヒス[1]、ジミン 他）
- ホジュン〜伝説の心医（チェソン[47]）
- まほうのレシピ シーズン1 - 2（ダービー）
- レイヴン 〜少女とポニーの物語〜 シーズン2（ギャビー） - Netflix版
- 私はラブリーガル4（子供時代のデビー）

#### アニメ
- ドックはおもちゃドクター（2012年、タンドラ）
- 忍者ハットリくん（2013年 - 2017年、影千代、愛子先生[48]） - 4シリーズ
- FはFamilyのF（2015年 - 2021年、モーリーン・マーフィー） - 5シリーズ
- カンフー・パンダ3（2016年、子パンダ）
- ソング・オブ・ザ・シー 海のうた（2016年、シアーシャ、ベン〈幼少期〉[49]）
- ライオン・ガード（2016年、シャウク）
- ドラゴン: レスキューライダーズ（2019年、サマー）
- スター・ウォーズ:テイルズ・オブ・エンパイア（2024年、モーガン・エルズベス）
- スパイダーマン:フレンドリー・ネイバーフッド（2025年、パール）

### 舞台
2011年
- TACCS1179ぷれぜんつ 読みま専科 Vol,4「恋愛主義」（10月7日 - 8日）

2013年
- ものがたりグループ☆ポランの会 宮澤賢治の童話2013「まなづるとダァリヤ」（なかの芸能小劇場、5月2日 - 3日）

2014年
- ものがたりグループ☆ポランの会 ミニステージ「月夜のけだもの」（なかの芸能小劇場、2月18日）獅子 役
- 劇団わくわくバキバキ第1回公演「オカアサンニナニスルノ!」（遊空間がざびぃ、2月21日 - 23日）ユイ 役
- 劇団東京トライアングル「迫真誘欺」（大塚萬劇場、7月23日 - 27日）
- ものがたりグループ☆ポランの会 10周年記念公演「銀河鉄道の夜」（野方区民ホール、8月31日）車掌 役

2015年
- A×AプロデュースVol．2 Reading Live the essence of something（江古田 カフェ兎亭、1月24日）
- ものがたりグループ☆ポランの会 宮澤賢治の童話「よだかの星」（なかの芸能小劇場、7月26日 - 27日）
- 劇団東京トライアングル第3回公演「不実という名の正義」（ザムザ阿佐ヶ谷、12月15日 - 20日）声の出演

2016年
- team.roughstyle第6回公演「Coverage」（遊空間がざびぃ、2月19日 - 21日）子供理恵 役
- 劇団東京トライアングル｢はじめまして、お父さん？｣（大塚 萬劇場 、10月19日 - 23日）愛人 役

2017年
- 劇団軌跡 VOL.27「おい！オヤジ」（大塚 萬劇場、6月6日 - 11日）矢島恵理子 役
- 劇団八角組旗揚げ公演東海道往来滑稽噺「仇討ちわっしょい！」（中野ザ・ポケット、10月4日 - 8日）お勝 役

2018年
- with A project vol.1 朗読劇 「初恋と不倫」（BAR Night Hawks、6月23日）
- with A project vol.2 朗読劇「さくらと、私と、黒い雫」（PRiME THEATER、11月24日）

2019年
- with A project vol.3 朗読劇「キューブ・ガールズ」（PRiME THEATER、6月29日 - 30日）

2020年
- 朗読劇「あなたを忘れない」（Streaming+、10月23日 - 29日） - 女性 役（A・D公演）
- with A project vol.4 朗読劇「ハッピー・バースデー・トゥ・ミー」（Streaming+、10月25日 - 31日）

2021年
- 文化庁 令和2年度第3次補正予算事業 ARTS for the future! Leidenschaftプロデュース和の音朗読会（コフレリオ新宿シアター、12月4日）
- チーム歌留多オリジナル喜劇「吉原炎JOY」（伊勢丹会館ガルロチ、12月11日）

2022年
- 劇団軌跡vol.36「カレッジ・オブ・ザ・ウィンド」（TACCS1179、6月24日 - 26日） - 高梨ほしみ 役
- 坂東会創立百周年記念舞踊会「喜撰」（国立劇場大劇場、9月18日）
- 劇団すごろく「令和版おゆき〜盲目の俳人緒方句狂の杖〜」（TACCS1179、11月10日） - 日替わりゲスト

2023年
- グワィニャオン 2023本公演「生きてるうちが華なのよ TAIAI」（シアターグリーン BIG TREE THEATER、11月15日 - 19日）

### ラジオ
- 24時半ラジオ!愛は天地を救う!?（文化放送超A&G+：2014年10月9日 - 2015年1月2日）

### インターネット番組
- ドキドキうまガール（2014年2月14日 - 9月26日、ニコニコ生放送）

### その他コンテンツ
- おいしさ再発見!たべよう にっぽんのお米「岡山県産 きぬむすめ」（美作絹[1][66]）
- プラネタリウム番組「重なる星の奇跡」（つくばエキスポセンター、2012年3月3日 - 5月27日[1]）
- 金元寿子「Fantastic voyage」※レトロ気分で旅に出ようの台詞パート[67]
- シネマチュプキ「森の妖精アマールカ〜ザリガニに助けられた日〜」「あおねこくんとしろひげくん」「ぼくらと遊ぼう〜カブの話〜」（2017年8月17日 - 31日、音声ガイド）
- ラブレター（2017年9月1日 - 30日、音声ガイド）
- ミッション：インポッシブル フォールアウト（2018年、フランス語指導）
- シネマチュプキ「ネバーエンディング・ストーリー」（2018年9月、幼ごころの君、音声ガイド）
- Volterra Edge Services株式会社（2020年、紹介動画のナレーション[68][69]）
- 和の音[70]
- お茶目な奥さんとの日常茶番事 重版記念アニメPV（2025年、茶山沙穂[71]）

## ディスコグラフィ

### キャラクターソング
| 発売日        | 商品名                           | 歌                                                                                  | 楽曲              | 備考                                            |
| ------------- | -------------------------------- | ----------------------------------------------------------------------------------- | ----------------- | ----------------------------------------------- |
| 2015年1月21日 | 愛・天地無用! BD・DVD第1巻特典CD | ハチ子（優木かな）、沙流葉七（M・A・O）、笛山塔里（深田愛衣）                       | 「キミのままで!」 | テレビアニメ『愛・天地無用!』エンディングテーマ |
| 2015年3月18日 | 愛・天地無用! BD・DVD第3巻特典CD | 川流もも（東山奈央）、ハチ子（優木かな）、沙流葉七（M・A・O）、笛山塔里（深田愛衣） | 「Best Party」    | テレビアニメ『愛・天地無用!』エンディングテーマ |

### シリーズ一覧
1. ↑  第1クール『デュラララ!!×2 承』（2015年）、第3クール『デュラララ!!×2 結』（2016年）
2. ↑  『鹿児島弁』（2014年）、『鹿児島弁 そいから』（2014年）